# Nella Marchesini
Nella Marchesini (Marina di Massa, 6 de outubro de 1901 – Torino, 17 de agosto de 1953) foi uma pintora e ilustradora italiana.